# موتور جعفر
موتور جعفر یک منطقهٔ مسکونی در ایران است که در دهستان حومه (ایرانشهر) واقع شده‌است. موتور جعفر ۳۵ نفر جمعیت دارد.